# Gazzola (equipo ciclista)
El equipo Gazzola fue un equipo ciclista italiano, de ciclismo en ruta que compitió entre 1960 y 1964.

## Principales resultados
- Milán-Vignola: Alessandro Fantini (1960)
- Giro del Ticino: Guglielmo Garello (1960), Franco Cribiori (1964)
- Tour de Luxemburgo: Charly Gaul (1961)
- Coppa Sabatini: Alfredo Sabbadin (1962), Dino Bruni (1963)
- Milán-Turín: Franco Cribiori (1963)
- Giro de los Apeninos: Franco Cribiori (1964)

### En las grandes vueltas
- Giro de Italia
  - 5 participaciones ( 1960, 1961, 1962, 1963, 1964))
  - 2 victorias de etapa:
    - 1 el 1960: Arrigo Padovan
    - 1 el 1961: Charly Gaul

- Tour de Francia
  - 1 participación (1962)
  - 1 victoria de etapa:
    - 1 el 1962: Dino Bruni

- Vuelta en España
  - 0 participaciones